# Denver Nuggets
Denver Nuggets är ett amerikanskt basketlag från Denver i Colorado. Laget bildades 1967 som Denver Rockets och spelade då i American Basketball Association (ASA). 1974 bytte laget namn till Denver Nuggets och spelar sedan säsongen 1976/1977 i National Basketball Association (NBA). Säsongen 2022/2023 vann Denver Nuggets för första gången NBA-titeln genom att besegra Miami Heat med 4–1 i slutspelets finalserie. Lagets bästa resultat dessförinnan är förlust i tre divisionsfinaler (1977/1978, 1984/1985 samt 2008/2009). Lagets hemmamatcher spelas i Ball Arena.
Laget ska inte förväxlas med det Denver Nuggets som spelade i NBA säsongen 1949/1950.

## Spelartruppen 2025/2026
Senast uppdaterad: 4 juli 2025.

Alla spelare som har kontrakt med Denver Nuggets. Spelarnas löner är i amerikanska dollar och är vad de skulle få ut om spelarna vore i NBA-truppen under hela säsongen.
| Nr                                |         | Namn              | Pos      | Lön 25/26   |        | Kontrakt | Kom till laget | Kom ifrån                |
| --------------------------------- | ------- | ----------------- | -------- | ----------- | ------ | -------- | -------------- | ------------------------ |
| 0                                 | USA     | Christian Braun   | SG       | $4 921 797  | [ 3 ]  | 2026     | 2022           | Kansas Jayhawks          |
| 2                                 | USA     | Cameron Johnson   | SF/PF    | $20 543 478 | [ 4 ]  | 2027     | 2025           | Brooklyn Nets            |
| 3                                 | USA     | Julian Strawther  | SF       | $2 674 200  | [ 5 ]  | 2027     | 2023           | Gonzaga Bulldogs         |
| 5                                 | USA     | Hunter Tyson      | SF       | $2 221 677  | [ 6 ]  | 2027     | 2023           | Clemson Tigers           |
| 8                                 | USA     | Peyton Watson     | SG/SF/PF | $4 356 476  | [ 7 ]  | 2026     | 2022           | UCLA Bruins              |
| 11                                | USA     | Bruce Brown       | SG       | $3 634 148  | [ 8 ]  | 2026     | 2025           | New Orleans Pelicans     |
| 14                                | USA     | DaRon Holmes II   | PF       | $3 168 760  | [ 9 ]  | 2028     | 2024           | Dayton Flyers            |
| 15                                | Serbien | Nikola Jokić      | C        | $55 224 526 | [ 10 ] | 2028     | 2015           | KK Mega Basket           |
| 22                                | USA     | Zeke Nnaji        | PF       | $8 177 778  | [ 11 ] | 2028     | 2020           | Arizona Wildcats         |
| 24                                | USA     | Jalen Pickett     | PG       | $2 221 677  | [ 12 ] | 2027     | 2023           | Penn State Nittany Lions |
| 27                                | Kanada  | Jamal Murray      | PG/SG    | $46 394 040 | [ 13 ] | 2029     | 2016           | Kentucky Wildcats        |
| 32                                | USA     | Aaron Gordon      | PF/SF    | $22 841 455 | [ 14 ] | 2029     | 2021           | Orlando Magic            |
| --                                | USA     | Tim Hardaway Jr.  | SG/SF    | $3 634 148  | [ 15 ] | 2026     | 2025           | Detroit Pistons          |
| --                                | USA     | Curtis Jones      | SG/PG    | $1 272 868  | [ 16 ] | 2026     | 2025           | Iowa State Cyclones      |
| --                                | Litauen | Jonas Valančiūnas | C        | $10 395 000 | [ 17 ] | 2027     | 2025           | Sacramento Kings         |
| Tvåvägskontrakt                   |         |                   |          |             |        |          |                |                          |
| Nr                                |         | Namn              | Pos      | Lön 25/26   |        | Kontrakt | Kom till laget | Kom ifrån                |
| 21                                | USA     | Spencer Jones     | PF       | $636 434    | [ 18 ] | 2026     | 2024           | Stanford Cardinal        |
| --                                | USA     | Tamar Bates       | PG/SG    | $636 434    | [ 19 ] | 2026     | 2025           | Missouri Tigers          |
| Positioner: PG – SG – SF – PF – C |         |                   |          |             |        |          |                |                          |

### Spelargalleri

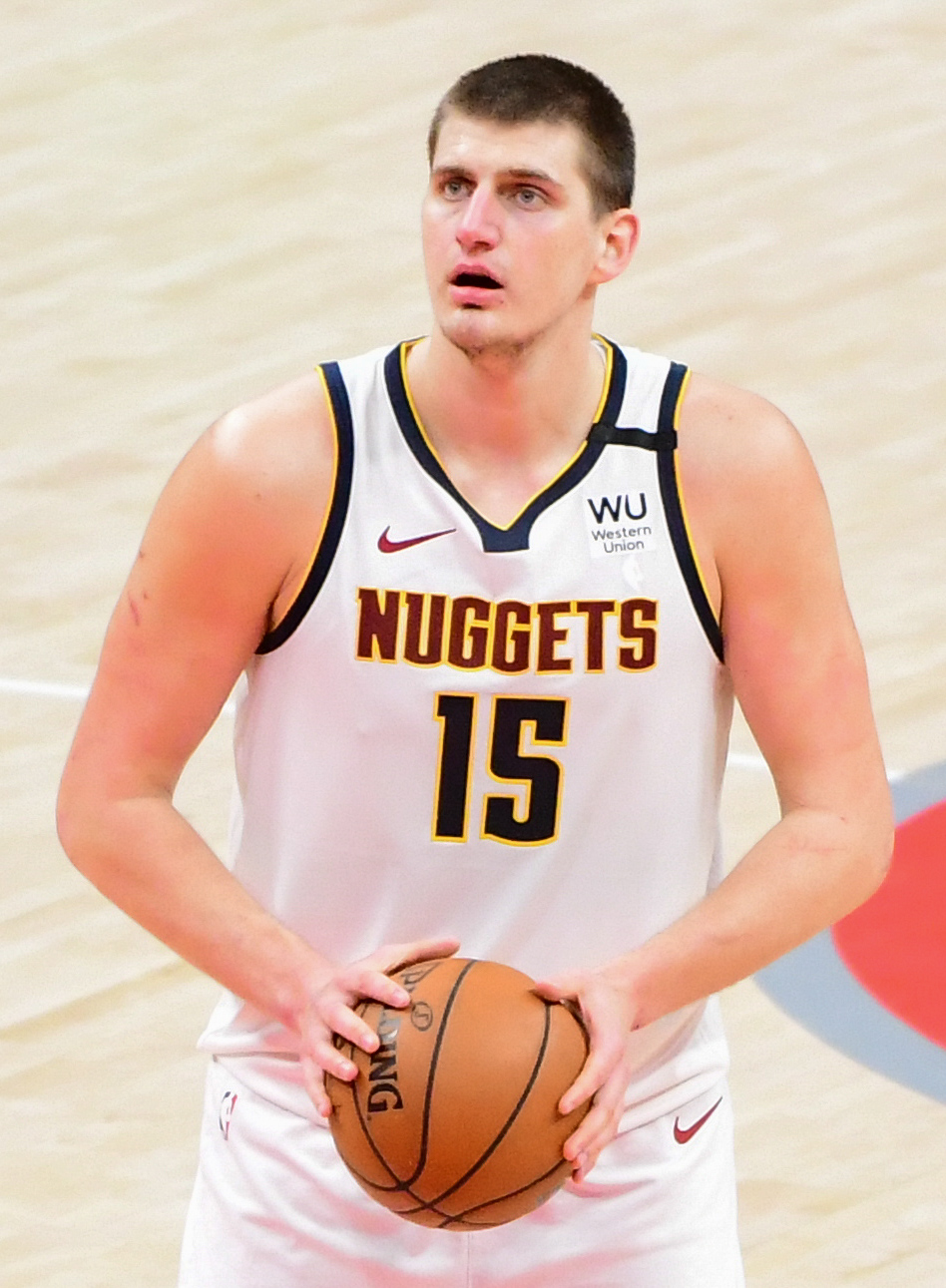
Nikola Jokić
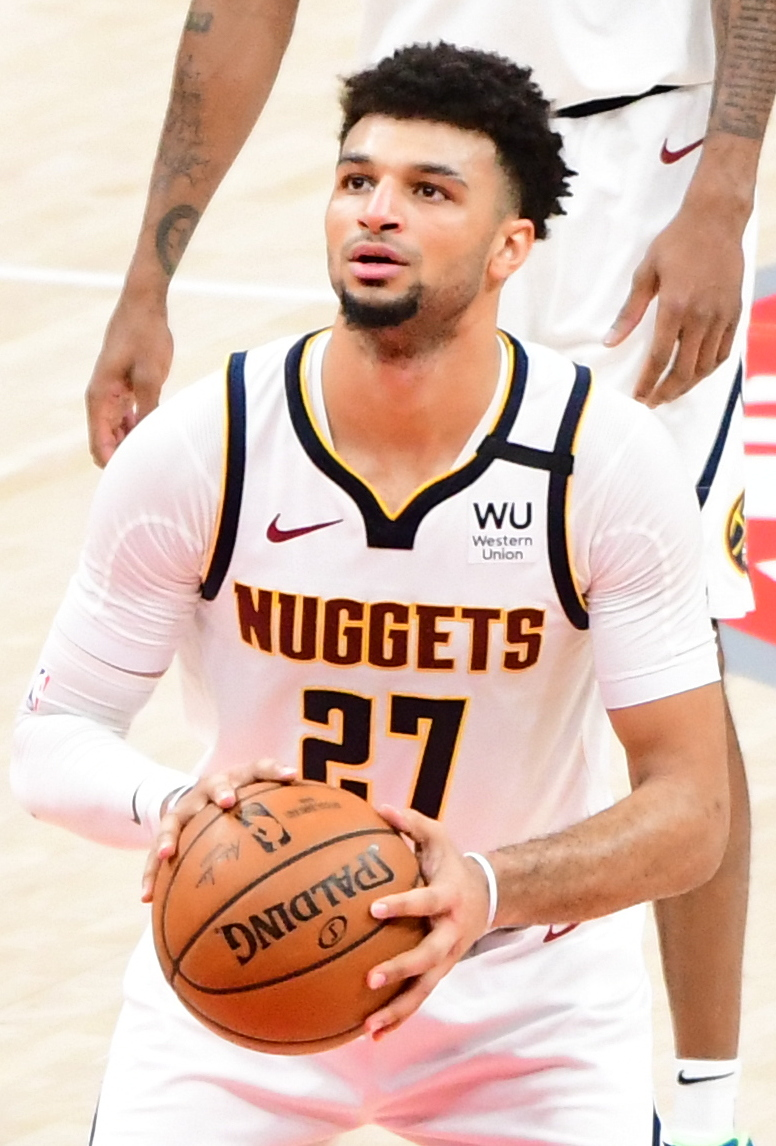
Jamal Murray

## Huvudtränare
| Åren      | Coach              | Resultat (vinster - förluster) |
| --------- | ------------------ | ------------------------------ |
| 1974–1979 | Larry Brown        | 251 - 134                      |
| 1979–1980 | Donnie Walsh       | 60 - 82                        |
| 1980–1990 | Doug Moe           | 432 - 357                      |
| 1990–1992 | Paul Westhead      | 44 - 120                       |
| 1992–1995 | Dan Issel          | 96 - 102                       |
| 1994–1995 | Gene Littles       | 3 - 13                         |
| 1995–1997 | Bernie Bickerstaff | 59 - 68                        |
| 1996–1997 | Dick Motta         | 17 - 52                        |
| 1997–1998 | Bill Hanzlik       | 11 - 71                        |
| 1998–1999 | Mike D'Antoni      | 14 - 36                        |
| 1991–2001 | Dan Issel          | 84 - 106                       |
| 2001–2002 | Mike Evans         | 18 - 38                        |
| 2002–2004 | Jeff Bzdelik       | 60 - 104                       |
| 2004–2005 | Michael Cooper     | 4 - 10                         |
| 2005–2013 | George Karl        | 444 - 296                      |
| 2013–2015 | Brian Shaw         | 56 - 85                        |
| 2015      | Melvin Hunt        | 10 - 13                        |
| 2015–     | Michael Malone     |                                |